# Fulvio Muzio
Fulvio Muzio (Milano, 17 marzo 1956) è un musicista, compositore e medico italiano.

## Biografia
Ha iniziato il suo percorso musicale studiando pianoforte con i professori Lino Santinelli e Nicoletta Boselli, e chitarra con il maestro Pino Bifano al Centro Teatro Attivo di Milano. Interessato soprattutto alle espressioni musicali contemporanee, fa parte, con Enrico Ruggeri e Silvio Capeccia, dei Decibel, la band che, tra le prime, ha introdotto in Italia il sound punk e new wave. Ha contribuito al successo del gruppo componendo la musica di Contessa (con testo di Enrico Ruggeri), Festival di Sanremo 1980. Agli interessi musicali ha affiancato quelli scientifici: laureatosi con lode in Medicina all'Università degli Studi di Milano, dopo la pubblicazione del terzo album dei Decibel Novecento, ha lasciato l'Italia per lavorare fino al 1991 come medico negli Stati Uniti a Kansas City allo The University of Kansas Medical Center. Le sue ricerche in campo nutrizionale, in particolare sul metabolismo degli omega-3 gli hanno valso una biografia permanente nella directory Who's who in the World.  Sempre nel periodo americano, gli interessi congiunti per l'informatica e la nutrizione clinica lo hanno portato a porre le basi dei software nutrizionali della serie Easydiet, commercializzati in Italia a partire dal 1997. È tornato in Italia negli anni novanta per collaborare alla realizzazione di colonne sonore per documentari geografici e produzioni discografiche ambient e new Age. Nel 1998 ha realizzato insieme a Silvio Capeccia il quarto album dei Decibel dal titolo Desaparecida, ancora una volta con produzione di Shel Shapiro. Negli anni duemila si rinnovano alcune collaborazioni musicali con Enrico Ruggeri sia in veste individuale, (concerto al Teatro Blu di Milano, 2008), sia in veste Decibel (ospite al Festival di Sanremo 2010; concerto-reunion alla Scighera di Milano, 2014).
Negli stessi anni Fulvio Muzio focalizza i suoi interessi musicali sull'effetto terapeutico prodotto dai suoni, diplomandosi presso la Scuola di specializzazione in musicoterapia "Musica Prima”. Il suo campo di interesse si concentra quindi sulla psicoacustica e lo porta alla realizzazione, insieme al compositore Silvio Capeccia, di una serie di CD dal titolo Psychoacoustic Brain Power. Una costante di questi prodotti, sostanzialmente unica nel panorama musicale, è la validazione scientifica che accompagna ogni realizzazione, grazie agli studi svolti dalla Facoltà di Psicologia dell'Università Cattolica di Milano e la Scuola di Specializzazione in Neurologia dell'Università degli Studi Statale di Milano.
Del 2016 la reunion ufficiale dei Decibel (Enrico Ruggeri, Silvio Capeccia, Fulvio Muzio) con l'effettuazione negli anni successivi di 2 tour nazionali e la pubblicazione di 3 album: nel 2017 Noblesse oblige, nel 2018 L'anticristo e nel 2019 dell'album live Punksnotdead. 
Con i Decibel ha partecipato per la terza volta al Festival di Sanremo nel 2018 con il brano Lettera dal Duca (musica di Fulvio Muzio e Silvio Capeccia, testo di Enrico Ruggeri). 
Negli anni successivi ha collaborato a progetti musicali di altri artisti nazionali e internazionali, a volte in qualità di compositore, a volte di musicista.

## Discografia

### Con i Decibel

#### Singoli
- Indigestione Disko/Mano armata (1979)
- Contessa/Teenager (1980)
- Vivo da re/Decibel (1980)
- My my generation (2017)
- Gli anni del silenzio (2017)
- Universi paralleli (2017)
- Lettera dal Duca (2018)
- La banca (2018)

#### EP
- Lettera dal Duca

#### Album in studio
- Vivo da re (1980)
- Novecento (1982)
- Desaparecida (1998)
- Noblesse oblige (2017)
- L'anticristo (2018)

#### Album live
- Punksnotdead (2019)

### Con Silvio Capeccia

#### Album in studio
- Psychoacoustic Brain Power - From brightness to deep relaxation (Preludio & Remajo, 2012)
- Psychoacoustic Brain Power - 432Hz Scientific Tuning Edition (Preludio & Remajo, 2015)

### Collaborazioni
- Gianni Riso:Fumo per dimenticare (Carosello Records, 1981)
- Mila By Night: Into the Night in Extroverse Diamond Lounge (Energy Productions, 2005)
- R. Turatti & C. Fath: Contessa remix (Sony Music Entertainment Italy S.p.A., 2017)
- Enrico Ruggeri: Supereroi in Alma (Anyway Music, 2019)
- Enrico Ruggeri: Dieci ragazze per te in Una storia da cantare (Believe, 2020)
- The Mugshots: Contessa MMXX (feat. Decibel) (You Tube Music, 2020)
- Silvio Capeccia: Silvio Capeccia plays Decibel piano solo 2" (Anyway Music, 2022)
- Paolo Tarsi: "I, Human" e "Opium" in "Unnatural Self" (Anitya Records, 2024)
- Adriano Formoso: "Il mio silenzio" (You Tube Music, 2024)

### Raccolte
- Calde sere di Milano in Collezione Parole e Musica (RCA 1982)
- Contessa in Enrico Ruggeri, La giostra della memoria (CGD, 1993)
- Contessa in Collezione Musica per sempre, vol. 4 (Corriere della Sera, 1997)
- Codici d'amore in Oscar della Musica 2003 (Double Pro Music, 2003)
- Contessa in Collezione La grande storia della canzone italiana, vol. 13 (La Repubblica e Gruppo Editoriale L'Espresso, 2004)
- Contessa in Collezione Viaggio in Musica: le canzoni della nostra vita, vol.3 (A.Mondadori Ed. per Panorama, 2004)
- Contessa in X Factor Compilation 2009 - Finale (RCA Records Label, 2009)
- Noblesse Oblige - Superfan Limited Edition (Sony Music, 2017).
- Decibel 1978 - 1982 - Gli Anni d'Oro - Le Origini  (Wiz Music, 2017)
- Lettera dal duca in collezione Sanremo 2018 (RCA - Sony Music, 2018)
- Buonanotte e altri brani in Silvio Capeccia plays Decibel (AnyWay Classic, 2020)
- Novecento e altri brani in Silvio Capeccia plays Decibel piano solo 2 (Anyway Music, 2022)